# Nadine Bari
Pour les articles homonymes, voir Bari (homonymie).
Nadine Bari, née Nadine Paulette Boissiéras le 19 juin 1940 soit à Terrasson ou à Lavilledieu mais non pas à Terrasson-Lavilledieu en Dordogne et morte le 10 décembre 2023 à Saint-Pierre de La Réunion (France), est une écrivaine, juriste et actrice guinéenne et française.

## Biographie

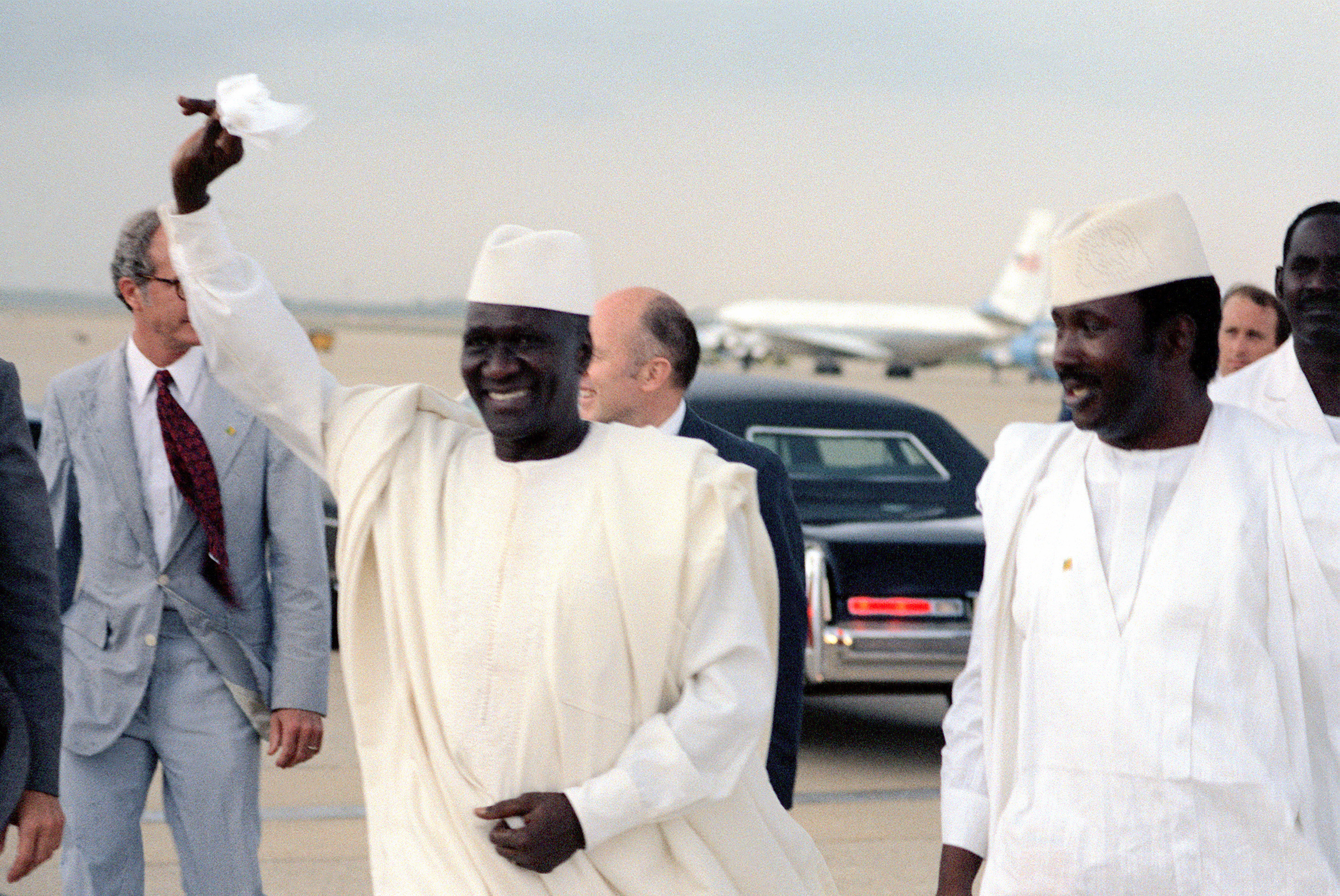
Sékou Touré en 1982.

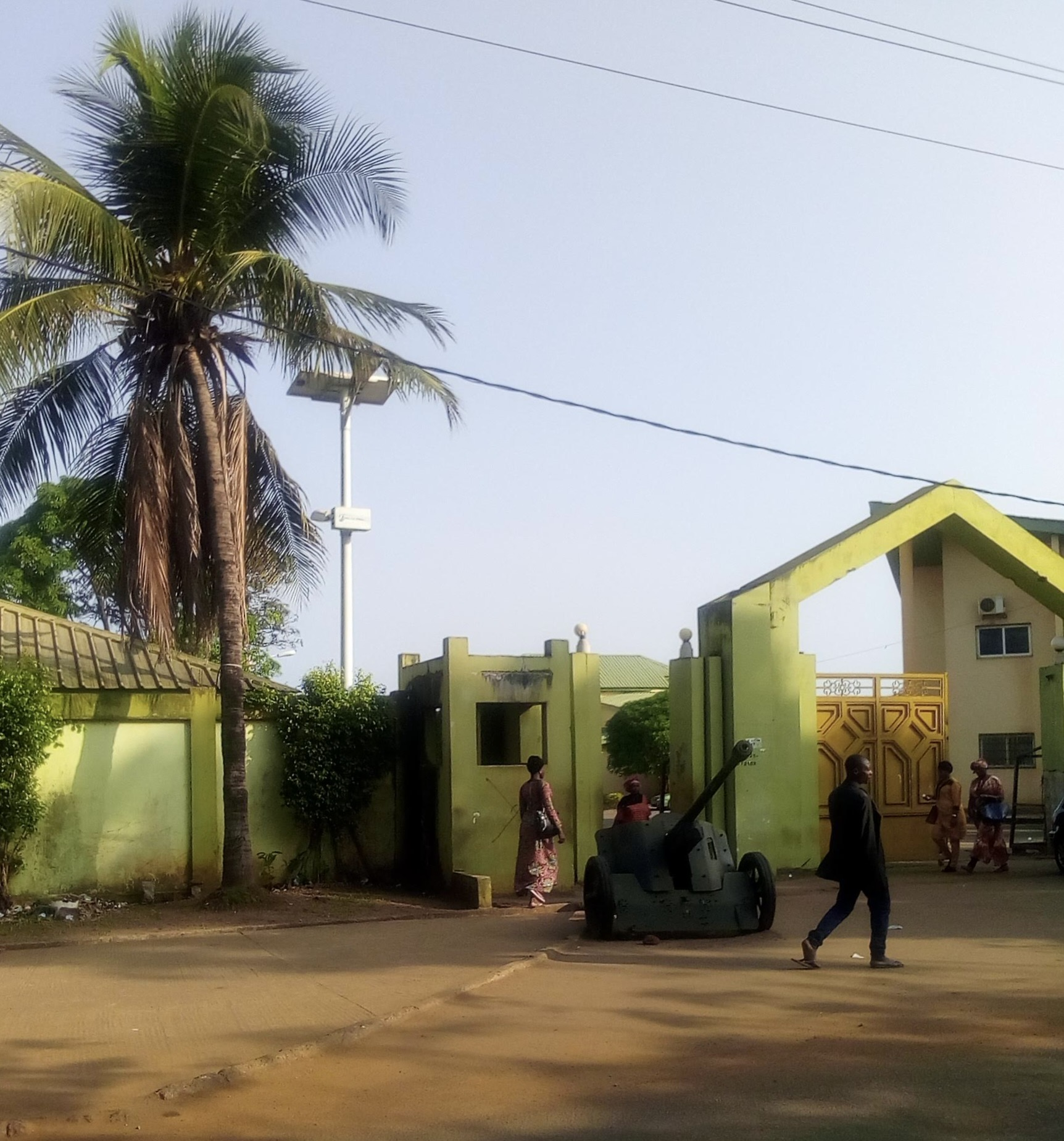
Entrée du camp Boiro en 2020.

Nadine Paulette Bari est née le 19 juin 1940 à Terrasson-Lavilledieu en Dordogne,,. Durant ses études de droit, elle rencontre un étudiant guinéen, Abdoulaye Djibril Bari, qu'elle épouse. Après avoir obtenu son doctorat en droit à la Sorbonne, elle rejoint son mari reparti vivre en Guinée après l’Indépendance en 1963 pour participer à sa reconstruction. Nadine Bari travaille pour l'ONU et Abdoulaye au ministère des Affaires étrangères. Nadine Bari repart cependant en France avec ses quatre enfants quand la situation sous la dictature de Sékou Touré devient dangereuse pour la famille et son mari en particulier : il est peul, intellectuel et marié à une Française, ce qui l'expose. Nadine Bari voit son mari pour la dernière fois à l'aéroport de Conakry le 21 juillet 1971. Il fuit le pays plus tard, mais est arrêté le 29 août 1972 en Côte d'Ivoire par la police politique de Sékou Touré, envoyé à la prison de Kankan et torturé.  Il meurt des suites de ses blessures pendant son transfert vers le camp Boiro, à Tokounou entre Kankan et Kissidougou. Son corps est enterré au bord de la route près de Tokounou. Il fait partie de milliers de victimes enlevées, torturées et assassinées dont les familles n'auront pas de nouvelles,.
Après l'arrestation de son mari, Nadine Bari crée l'Association de familles françaises de prisonniers politiques en Guinée (AFPPG). En 1982, elle refuse de serrer la main de Sékou Touré lors de sa première visite officielle en France.
Nadine Bari documente la recherche menée pendant près de vingt ans pour retrouver les traces de son mari avec les ouvrages qu'elle publie, sans même savoir s'il est encore vivant ou mort,. Le premier intitulé Grains de sables, les combats d'une femme d'un disparu, est publié en 1983.
Nadine Bari est l'autrice de plusieurs ouvrages dont Chroniques de Guinée : essai sur les années 1990, et Le cri de la Mangouste. Le film Hier encore je t’espérais toujours lui est consacré,,. 
Le 18 décembre 2021, un hommage lui est rendu à Kipé pour son œuvre littéraire sur la Guinée par  le Centre international de recherche et de documentation (CIRD).
Le 10 décembre 2023, elle meurt sur l'Île de La Réunion à l'âge de 83 ans. Un symposium en son nom est prévue par l'Association des Victimes des Camps Boiro (AVCB) - dont elle était membre active - au Centre International de Recherche et de Développement (CRDI) de Conakry[réf. nécessaire].

## Publications
- Nadine Bari, Grain de sable : les combats d'une femme de disparu, Centurion, 1983 (ISBN 2-227-12603-5 et 978-2-227-12603-9, OCLC 10593069, lire en ligne)[20].
- Chroniques de Guinée : essai sur les années 90, Éditions Karthala, 1994 (ISBN 2-86537-492-0 et 978-2-86537-492-2, OCLC 31902153)
- Guinée, les cailloux de la mémoire, 2003,  (ISBN 9782811137786)
- L'œil du héron, Tabala, 2005 (ISBN 978-2-35253-002-2 et 2-35253-002-4, OCLC 64946437, lire en ligne).
- avec Laby Camara, L'enfant de Seno, L'Harmattan, 2011 (ISBN 978-2-296-54443-7 et 2-296-54443-6, OCLC 719414457).
- La dictature, modes d'emploi, 2017 (ISBN 978-2-336-79888-2 et 2-336-79888-3, OCLC 1039095567).
- Le cri de la mangouste, 2018 (ISBN 978-2-14-010038-3 et 2-14-010038-7, OCLC 1076271986)
- avec Josée Maka-Ingenbleek, Cuisines de Guinée, L'Harmattan, 2012 (ISBN 978-2-296-96631-4 et 2-296-96631-4, OCLC 794035625)
- Raymond avec Bamane, Les lumières de Lampedusa, Éditions Ganndal, 2021 (ISBN 978-2-35045-117-6 et 2-35045-117-8, OCLC 1370256844, lire en ligne)

## Filmographie
- 2008 : Hier encore je t’espérais toujours[21].